# الشوربة (عفرين)
الشوربة قرية سوريّة تتبع إداريّاً لمحافظة حلب منطقة عفرين ناحية معبطلي، بلغ تعداد سكانها 266 نسمة حسب التعداد السكاني لعام 2004.